# Thorvald Stoltenberg
Thorvald Stoltenberg (n. 8 iulie 1931, Oslo, Norvegia – d. 13 iulie 2018, Oslo, Norvegia) a fost un politician și diplomat norvegian. A îndeplinit funcția de ministru al apărării (1979-1981) și ministru de externe (1987-1989 și 1990-1993) în două guverne laburiste ale Norvegiei.
În perioada 1989-1990 a îndeplinit funcția de ambasador al Norvegiei la ONU. În anul 1990 el a devenit Înalt Comisar al Națiunilor Unite Pentru Refugiați, apoi în anul 1993 a fost numit ca reprezentant special al secretarului general al ONU în fosta Iugoslavie.
Între 1998-2008 a fost președintele Crucii Roșii din Norvegia.
A fost tatăl lui Jens Stoltenberg, fost prim-ministru al Norvegiei.